# Sân bay quốc tế Cam Ranh
Sân bay quốc tế Cam Ranh là sân bay dân sự chính phục vụ cho tỉnh Khánh Hòa và các tỉnh Cực Nam Trung Bộ. Đến thời điểm năm 2012, sân bay này đã đạt lượng khách thông qua 1 triệu lượt/năm và 4.858.362 lượt khách vào năm 2016 và 8,5 triệu lượt khách năm 2018. Dự kiến sản lượng khách đạt 10 triệu lượt trong năm 2019  Sân bay có mã IATA: CXR (theo tên của thành phố Cam Ranh) và mã ICAO: VVCR
Đây là sân bay duy nhất tại Việt Nam có số lượng khách quốc tế cao hơn khách nội địa, năm 2018 có lượng khách quốc tế chiếm đến 70% tổng lượng khách thông qua  Sân bay này có lượng khách thông qua nhiều thứ 4 tại Việt Nam.

## Vị trí địa lý, thông số kỹ thuật
Sân bay Cam Ranh có tọa độ 11°59′53″N, 109°13′10″E, và tọa lạc cách Nha Trang 35 km.

### Thông số kỹ thuật
- Đường cất hạ cánh (Runway): sân bay có 2 đường băng để cất hạ cánh, dài: 3.048 m, rộng 45 m. 
  1. Đường băng số 1: 02L/20R
  2. Đường băng số 2: 02R/20L (khai thác từ ngày 10/10/2019)
- Sân đỗ tàu bay (Apron): 33 vị trí đỗ tàu bay.
- Tiếp nhận các loại máy bay B787, B777, B767, B737, A350, A320, A321, ATR-72 và tương đương.
- Cấp sân bay: 4E
- Sân bay dùng chung quân sự và hàng không dân dụng.
- Nhà ga hành khách (Passenger Terminal): Sân bay Quốc tế Cam Ranh có 2 nhà ga riêng biệt để phục vụ các chuyến bay nội địa và quốc tế (13.995 m2). 
  1. Nhà ga T1: Ga nội địa
  2. Nhà ga T2: Ga quốc tế (khai thác từ tháng 6/2018)

## Lịch sử
Sân bay Cam Ranh do quân đội Hoa Kỳ xây dựng và được sử dụng là căn cứ Không quân Hoa Kỳ trong thời gian chiến tranh. Năm 1973, sau Hiệp Định Paris, Hoa Kỳ trao căn cứ này lại cho Không lực Việt Nam Cộng hòa.
Sau 1975, sân bay Cam Ranh tiếp tục được sử dụng vào mục đích quân sự cho tới năm 2004. Ngày 19 tháng 5 năm 2004, sân bay Cam Ranh đón chuyến bay dân sự đầu tiên, bay từ Hà Nội thay thế cho sân bay Nha Trang nằm trong nội thị thành phố bị hạn chế về diện tích và vì lý do an toàn.
Ngày 16 tháng 8 năm 2007, Văn phòng chính phủ ra quyết định nâng cấp cảng hàng không Cam Ranh trở thành cảng hàng không Quốc tế. Tháng 12 năm 2009, bằng việc đưa vào sử dụng nhà ga hàng không mới, hiện đại, quy mô lớn bậc nhất miền Trung, sân bay Cam Ranh chính thức trở thành Cảng hàng không quốc tế thứ ba của khu vực này.. Ngay trong buổi sáng công bố quyết định trở thành cảng hàng không quốc tế, sân bay đã đón chuyến bay đầu tiên do Hãng Hàng không Silk Air Singapore thực hiện bay thẳng từ Singapore đến Việt Nam bằng máy bay Airbus A319.

## Quy định về phòng chống Covid-19
Ngày 10 và 11/5/2021, sân bay phối hợp với Trung tâm kiểm soát bệnh tật tỉnh Khánh Hòa, Trung tâm Y tế Cam Ranh tổ chức tiêm vắc xin phòng Covid-19 cho toàn thể cán bộ nhân viên, người lao động tại Cảng.
Ngày 24/6/2021, tỉnh Khánh Hoà yêu cầu mỗi hành khách di chuyển bằng đường hàng không phải thực hiện khai báo y tế riêng biệt, không chấp nhận tình trạng khai báo theo nhóm hoặc hộ gia đình. Bên cạnh đó, trường hợp khách được yêu cầu quay trở về địa phương nhưng tại thời điểm yêu cầu chưa có chuyến bay, trong trường hợp Cảng không bố trí được địa điểm cách ly tạm thời và hành khách chấp thuận, Trung tâm Kiểm dịch y tế sẽ tạo điều kiện cho khách cách ly tạm thời (từ 1-2 ngày) tại Trạm Kiểm dịch y tế quốc tế cho tới khi có chuyến bay lại.
Ngày 03/7/2021, người đến, về Khánh Hòa từ các tỉnh, thành phố đang có ca lây nhiễm trong cộng đồng theo hướng dẫn của Ngành Y tế (Trung tâm kiểm soát bệnh tật Khánh Hòa) phải có giấy xác nhận kết quả xét nghiệm RT-PCR âm tính từ 3-5 ngày trước khi đến Khánh Hòa.
Ngày 6/7/2021, người đến về Khánh Hoà phải có giấy xét nghiệm Covid-19 âm tính từ 3-5 ngày trước ngày khởi hành. Đồng thời. Từ 12h00 ngày 6/7/2021, tỉnh Khánh Hoà tiến hành áp dụng việc kiểm tra giấy xét nghiệm đối với tất cả hành khách đi từ sân bay Tân Sơn Nhất đến sân bay quốc tế Cam Ranh.
Ngày 4 và 6/8/2021, sân bay Cam Ranh phối hợp với Trung tâm Kiểm soát bệnh tật Khánh Hòa, Trung tâm y tế thành phố Cam Ranh triển khai kế hoạch tiêm mũi 2 vaccine phòng Covid-19 cho hơn 360 cán bộ nhân viên, người lao động của Cảng.
Ngày 9/12/2021, Tổ chức Hội đồng sân bay quốc tế - Airports Council International (ACI) phê duyệt gia hạn chứng nhận Airport Health Accreditation (AHA) có giá trị 12 tháng, kể từ ngày 17/12/2021 đến ngày 17/12/2022.

## Các tuyến bay và các hãng hàng không hoạt động

### Các tuyến bay hiện tại
| Hãng hàng không                   | Các điểm đến | Nhà ga |
| --------------------------------- | --- | ------ |
| AirAsia                           | Kuala Lumpur | T2     |
| Air Busan                         | Seoul–Incheon, Busan | T2     |
| Air China                         | Hàng Châu, Trùng Khánh (tất cả các chuyến bay tạm dừng khai thác) | T2     |
| Air Seoul                         | Seoul–Incheon | T2     |
| Azur Air                          | Irkutsk, Krasnodar, Krasnoyarsk, Novosibirsk, Strigino, Ulan-Ude (tạm dừng khai thác) | T2     |
| Asiana Airlines                   | Seoul–Incheon (tạm dừng khai thác) | T2     |
| Bamboo Airways                    | Hà Nội, Thành phố Hồ Chí Minh | T1     |
| Bamboo Airways                    | Ma Cao | T2     |
| Bangkok Airways                   | Suvarnabhumi (tạm dừng khai thác) | T2     |
| Eastar Jet                        | Seoul–Incheon | T2     |
| Jeju Air                          | Seoul–Incheon | T2     |
| Aero K                            | Seoul–Incheon | T2     |
| Jin Air                           | Seoul–Incheon, Busan | T2     |
| Pacific Airlines                  | Thành phố Hồ Chí Minh | T1     |
| Korean Air                        | Seoul–Incheon | T2     |
| Nordwind Airlines / Ikar Airlines | Barnaul, Belgorod, Blagoveshchensk, Bratsk, Chelyabinsk, Chita, Irkutsk, Kazan, Kemerovo, Khabarovsk, Krasnoyarsk, Mineralnye Vody, Mokva–Sheremetyevo, Nizhnevartovsk, Rostov-on-Don, Saint Petersburg, Samara, Vladivostok (tạm dừng khai thác) | T2     |
| Pegas Fly                         | Irkutsk, Nizhny Novgorod, Novosibirsk, Perm, Surgut, Voronezh (tất cả các chuyến bay tạm dừng khai thác) | T2     |
| Royal Flight                      | Vladivostok, Mokva–Sheremetyevo (tất cả các chuyến bay tạm dừng khai thác) | T2     |
| SCAT Airlines                     | Almaty | T2     |
| Sichuan Airlines                  | Quảng Châu | T2     |
| Sunday Airlines                   | Thuê chuyến: Almaty | T2     |
| T'way Airlines                    | Seoul, Daegu | T2     |
| Thai AirAsia                      | Don Muang | T2     |
| VietJet Air                       | Hà Nội, Hải Phòng, Thành phố Hồ Chí Minh | T1     |
| VietJet Air                       | Busan, Seoul–Incheon Theo mùa: Almaty, Astana | T2     |
| Vietnam Airlines                  | Hà Nội,Thành phố Hồ Chí Minh,Đà Nẵng | T1     |
| Vietnam Airlines                  | Seoul–Incheon | T2     |
| Cambodia Airways                  | Hải Khẩu | T2     |
| China Southern Airlines           | Quảng Châu | T2     |
| Hong Kong Express Airways         | Hồng Kông | T2     |
| IrAero                            | Irkutsk | T2     |
| Urumqi Air                        | Tân Cương | T2     |
| Ruili Airlines                    | Côn Minh | T2     |
| Uzbekistan Airways                | Tashkent | T2     |

## Năng lực phục vụ

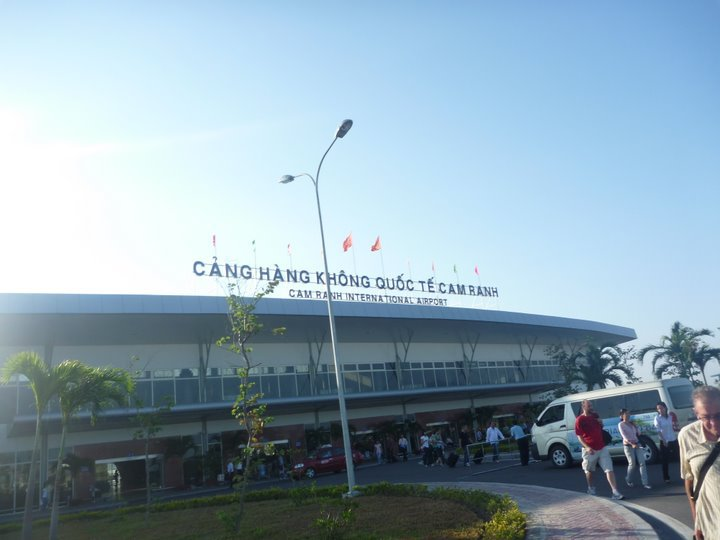
Nhà ga T1 sân bay Cam Ranh

Năm 2007, sân bay này phục vụ khoảng 500.000 khách, xếp thứ 5 trong các sân bay tại Việt Nam. Từ tháng 6 năm 2008, sân bay có thể phục vụ các chuyến bay ban đêm .
Năm 2008, sân bay này đã phục vụ 683.000 lượt khách, vượt Sân bay Phú Bài để thành sân bay lớn thứ 8 Việt Nam tính theo số lượng khách thông qua. Tỷ lệ tăng của số lượt khách thông qua vào năm 2007 là 36,8%, của năm 2008 là 36,3% so với năm trước, là sân bay có tốc độ tăng trưởng lượng hành khách cao nhất tại Việt Nam.
Cuối năm 2009, nhà ga mới hoàn thành,có thể phục vụ 800 hành khách trong giờ cao điểm. Dự kiến sân bay này sẽ đạt 2,5 triệu lượt/năm vào năm 2015 .
Với diện tích đất 750 ha, Sân bay quốc tế Cam Ranh có diện tích rộng hơn Sân bay quốc tế Nội Bài.

Nhà ga T2 sân bay Quốc tế Cam Ranh về đêm

Năm 2012 sân bay đón 1,2 triệu lượt khách thông quan  (đứng thứ 4 Việt Nam) trong đó có hơn 1000 chuyến bay quốc tế với hơn 200.000 hành khách làm thủ tục xuất nhập cảnh tại sân bay. Hãng hàng không chuyển chở nhiều hành khách nhất tại sân bay Cam Ranh là Vietnam Airlines với gần 826.500 lượt khách lên xuống trong năm 2012  chiếm khoảng 2/3 lượt khách thông quan tại sân bay.
Đền năm 2013 Cam Ranh đón 1.509.212 lượt khách tiếp tục giữ vị trí thứ 4 Việt Nam. Trong đó khách từ các đường bay quốc nội là 1.143.015 lượt (chiếm 75.74%) và khách từ các đường bay quốc tế là 366.197 chiếm 24.26%.
Vào ngày 30 tháng 6 năm 2018, Nhà ga hành khách quốc tế Cam Ranh (Nhà ga T2) do Công ty Cổ phần Nhà ga Quốc tế Cam Ranh (CRTC) đầu tư và khai thác đã chính thức khánh thành, kịp thời đáp ứng nhu cầu đi lại ngày càng cao của người dân tỉnh Khánh Hòa, khu vực miền Nam Trung Bộ. Trong năm 2018, Nhà ga T2 đã phục vụ trên 5,21 triệu lượt khách quốc tế (tăng 42,8% so với năm 2017) tương ứng với 26.700 lượt bay quốc tế (tăng 43,4% so với năm 2017).
Lúc 10h sáng ngày 18/12/2019, chuyến bay mang số hiệu VJ837 xuất phát từ sân bay Incheon (Seoul, Hàn Quốc) đã hạ cánh xuống sân bay Cam Ranh (Nha Trang, Khánh Hòa) mang theo hành khách quốc tế thứ 3,5 triệu và khách thứ 10 triệu thông qua Cảng hàng không quốc tế Cam Ranh năm 2019.

## Định hướng phát triển

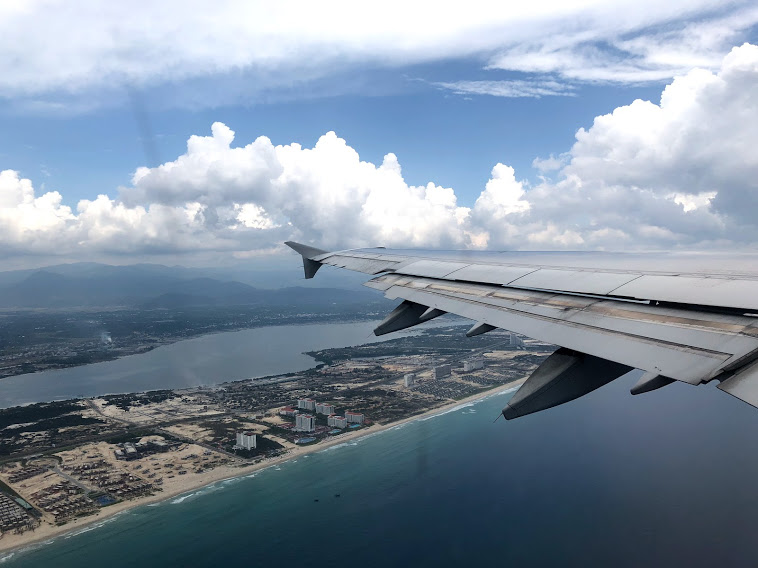
Sân bay Cam Ranh nhìn từ trên cao

Sân bay Cam Ranh có công suất thiết kế chỉ 1,5 triệu lượt khách/năm nhưng 9 tháng trong năm 2014, tổng lượt khách đến Cảng hàng không quốc tế Cam Ranh đã lên đến 1,58 triệu. Tình trạng trên khiến sân bay luôn phải hoạt động trong tình trạng quá tải. Không chỉ quá tải về nhà ga, đường băng duy nhất của sân bay được xây dựng cách đây 40 năm cũng chưa một lần được sửa chữa và đã xuống cấp trầm trọng đòi hỏi phải tạm dừng hoạt động để sửa chữa, hoặc phải xây dựng thêm đường băng mới.
Đầu tháng 11 năm 2014, Phó thủ tướng Hoàng Trung Hải ra văn bản đồng ý để tỉnh Khánh Hòa huy động các nguồn vốn của tỉnh thực hiện Dự án đầu tư xây dựng đường cất, hạ cánh số 2 của Dự án Cảng hàng không quốc tế Cam Ranh
Ngày 15 tháng 3 năm 2015, UBND tỉnh Khánh Hòa tổ chức lễ khởi công xây dựng đường băng số 2, sân bay quốc tế Cam Ranh. Đường băng dài 3.048 m, rộng 45 m, đạt tiêu chuẩn Cảng hàng không cấp 4E, tức là có thể tiếp nhận các loại máy bay chở khách cỡ lớn hiện nay như A320, A321, B767, B777. Dự kiến đường băng số 2 sẽ được đưa vào sử dụng vào năm 2018. (Bay hiệu chuẩn )
Với tình trạng quá tải hiện nay ở sân bay Cam Ranh, Tổng công ty Cảng Hàng không Việt Nam trong thông cáo đấu giá cổ phần đã lên kế hoạch đầu tư cho dự án nâng cấp nhà ga hiện tại lên công suất 2,5 triệu lượt khách/năm với tổng mức đầu tư là 80 tỷ đồng.
Song song với việc nâng cấp nhà ga hiện hữu là đầu tư góp vốn trong dự án xây mới nhà ga hành khách quốc tế với tổng mức đầu tư toàn dự án dự kiến là 2000 tỷ đồng, công suất thiết kế của nhà ga mới là 2 triệu lượt khách/ năm. Dự kiến nhà ga hành khách mới sẽ khởi công vào quý II năm 2016 và đưa vào sử dụng vào năm 2018. Kể từ thời điểm đó, nhà ga hiện hữu chỉ phục vụ cho các chuyến bay quốc nội.
Nhà ga T2 (khách quốc tế) được dự kiến khởi công vào tháng 9 năm 2016, hoàn thành vào tháng 12 năm 2017, với phương án thiết kế có thể phục vụ 4 triệu khách/năm đến năm 2025, công suất tối đa 6 triệu khách/năm và có thể nâng cấp lên 8 triệu khách/năm, đồng thời dễ dàng kết nối với nhà ga T1 (khách nội địa).
Sáng 30/6/2018, Công ty cồ phần nhà ga quốc tế Cam Ranh (CRTC) tổ chức lễ khánh thành, đưa vào hoạt động nhà ga quốc tế Cam Ranh T2. Sau 19 tháng xây dựng, nhà ga quốc tế Cam Ranh đã chính thức đi vào hoạt động. Đây là nhà ga được đầu tư theo tiêu chuẩn 4 sao quốc tế đầu tiên tại Việt Nam. Nhà ga quốc tế Cam Ranh T2 có kiến trúc độc đáo, lấy cảm hứng từ Tổ chim yến, một sản phẩm đặc trưng của tỉnh Khánh Hòa. Với tổng diện tích sử dụng 50.500 m2, nhà ga hành khách quốc tế - Cảng hàng không quốc tế Cam Ranh được trang bị các hệ thống an ninh, soi chiếu, hệ thống kiểm soát, phòng cháy chữa cháy và tiện ích trợ giúp khách hàng hiện đại, đạt tiêu chuẩn 4 sao được nhập khẩu từ các nhà cung cấp chuyên dụng, trang thiết bị cho hàng không từ Đức, Mỹ, Pháp, Tây Ban Nha. Dự kiến, nhà ga sẽ đón tiếp 2,4 triệu đến 4,8 triệu lượt hành khách quốc tế vào cuối năm 2018; và sau khi tiến hành giai đoạn 1B lắp đặt bổ sung thiết bị đầy đủ trong nửa cuối năm 2018, nhà ga sẽ đạt công suất phục vụ 6-8 triệu khách/năm. Điều đặc biệt là nhà ga được đầu tư và áp dụng nhiều máy móc, công nghệ thông minh trong việc điều hành quản lý sân bay không hề thua kém các sân bay hàng đầu trên thế giới.

## Thống kê
Số liệu thống kê lượng khách sân bay quốc tế Cam Ranh
| Năm  | Hành khách | Khách Nội địa | Khách Quốc tế | % Chênh lệch | Số chuyến bay cất hạ cánh | Sản lượng Hàng hóa (tấn) | % Chênh lệch |
| ---- | ---------- | ------------- | ------------- | ------------ | ------------------------- | ------------------------ | ------------ |
| 2008 | 683.000    |               |               | %            |                           |                          | %            |
| 2009 |            |               |               | %            |                           |                          | %            |
| 2010 |            |               |               | %            |                           |                          | %            |
| 2011 | 1.000.000  |               |               | %            |                           |                          | %            |
| 2012 | 1.095.776  |               |               | %            |                           |                          | %            |
| 2013 | 1.509.212  |               |               | %            |                           |                          | %            |
| 2014 | 2.062.494  |               |               | %            |                           |                          | %            |
| 2015 | 2.722.833  |               | 889.820       | %            | 4.630                     |                          | %            |
| 2016 | 4.858.362  |               | 2.244.786     | 152%         | 11.792                    |                          | %            |
| 2017 | 6.400.000  |               | 3.650.903     | 63%          | 18.725                    |                          | %            |
| 2018 | 8.250.000  |               | 5.211.987     | 63%          | 26.700                    |                          | %            |
| 2019 | 10.000.000 | 3.500.000     | 6.500.000     | 25%          |                           | 20.675                   | %            |
| 2020 | 3.305.057  |               |               | %            | 4.671                     |                          | %            |
| 2021 | 972.817    | 954.854       | 17.963        | %            | 7.998                     |                          | %            |
| 2022 | 3.860.541  | 3.525.423     | 335.118       | %            | 24.524                    |                          | %            |
| 2023 | 5.700.000  | 3.300.000     | 2.400.000     | 55%          | 34.000                    |                          | %            |
| 2024 | N/A        |               |               | %            |                           |                          | %            |

| Hạng | Quốc gia   | Các điểm đến                                      | Tần suất chuyến bay |
| ---- | ---------- | ------------------------------------------------- | ------------------- |
| 1    | Trung Quốc | Sân bay quốc tế Bạch Vân Quảng Châu - Quảng Đông  | Hằng ngày           |
| 2    | Trung Quốc | Sân bay quốc tế Trường Thủy Côn Minh - Vân Nam    | Hằng ngày           |
| 3    | Trung Quốc | Sân bay quốc tế Mỹ Lan Hải Khẩu - Hải Nam         | Hằng ngày           |
| 4    | Trung Quốc | Sân bay quốc tế Trung Xuyên Lan Châu - Cam Túc    | Hằng ngày           |
| 5    | Trung Quốc | Sân bay quốc tế Song Lưu Thành Đô - Tứ Xuyên      | Hằng ngày           |
| 6    | Trung Quốc | Sân bay quốc tế Thủ đô Bắc Kinh - Beijing Capital | Hằng ngày           |
| 7    | Hàn Quốc   | Sân bay quốc tế Incheon                           | Hằng ngày           |
| 8    | Hàn Quốc   | Sân bay quốc tế Gimhae - Busan                    | Hằng ngày           |
| 9    | Hàn Quốc   | Sân bay quốc tế Cheongju                          | Hằng ngày           |
| 10   | Hàn Quốc   | Sân bay quốc tế Muan                              | Hằng ngày           |
| 11   | Hàn Quốc   | Sân bay quốc tế Daegu                             | Hằng ngày           |
| 12   | Kazakhstan | Sân bay quốc tế Almaty                            | 2 chuyến/ tuần      |
| 13   | Kazakhstan | Sân bay quốc tế Nursultan Nazarbayev - Astana     | 2 chuyến/ tuần      |
| 14   | Hồng Kông  | Sân bay quốc tế Hồng Kông - Hong Kong             | Hằng ngày           |
| 15   | Ma Cao     | Sân bay quốc tế Ma Cao                            | hằng ngày           |
| 16   | Malaysia   | Sân bay quốc tế Kuala Lumpur                      | Hằng ngày           |
| 17   | Thái Lan   | Sân bay quốc tế Don Mueang                        | Hằng ngày           |
| 18   | Nga        | Sân bay quốc tế Irkutsk                           | 1 chuyến/ tuần      |
| 19   | Uzbekistan | Sân bay quốc tế Tashkent                          | 1 chuyến/ tuần      |

Sân bay Quốc tế Cam Ranh đang tìm kiếm mở rộng mạng lưới đường bay mới kết nối Philippines với Nha Trang - Cam Ranh (Khánh Hòa)

| STT | Điểm đến    | Hãng hàng không khai thác                                       | Tần suất chuyến bay |
| --- | ----------- | --------------------------------------------------------------- | ------------------- |
| 1   | Hà Nội      | Bamboo Airways, Vietnam Airlines, Vietjet Air                   | Hằng ngày           |
| 2   | Hồ Chí Minh | Bamboo Airways, Pacific Airlines, Vietnam Airlines, Vietjet Air | Hằng ngày           |
| 3   | Đà Nẵng     | Vietnam Airlines                                                | 2 chuyến/tuần       |
| 4   | Hải Phòng   | Vietjet Air                                                     | 4 chuyến/tuần       |

## Các giải thưởng đạt được
- Giải thưởng Kiến trúc Quốc gia 2018

Hội đồng giải thưởng đã tiến hành chấm giải từ ngày 18-19/01/19, tại trụ sở Hội KTS Việt Nam. Ngày 25/03/2019, hội đồng Giải thưởng Kiến trúc Quốc gia 2018 (GTKTQG) đã công bố kết quả, trong đó có 34 tác phẩm xuất sắc gồm 1 giải Vàng, 11 giải Bạc và 22 giải Đồng. Nhà ga quốc tế Cam Ranh T2 đạt được giải bạc.
- Nhà ga hành khách quốc tế cảng hàng không Cam Ranh (Rohani Binte Baharin) | Hạng mục Tác phẩm xuất sắc tại Việt Nam của KTS nước ngoài

Văn phòng: CPG Consultants PTE LTD – Airport Division
Tác giả: Rohani Binte Baharin
- Top 5 giải thưởng Routes Asia 2019 Marketing Awards  Lưu trữ ngày 18 tháng 3 năm 2019 tại Wayback Machine

Hội nghị Routes Asia 2019 được tổ chức từ ngày 10 – 12/3/2019 tại Cebu, Philippines. Nhà ga quốc tế Cam Ranh đã vinh dự lọt TOP 5 giải thưởng Routes Asia 2019 Marketing Awards. Routes Asia 2019 Marketing Awards. Đây là giải thưởng dành cho sân bay có hoạt động quảng bá truyền thông xuất sắc nhất 2019 đã diễn ra. Đây là lần đầu tiên Việt Nam có mặt trong giải thưởng này. Một giải thưởng xuất sắc cho một nhà ga chỉ mới đi vào vận hành hơn 8 tháng.
Giải thưởng Routes Asia 2019 Marketing Awards mà Nhà ga quốc tế Cam Ranh vinh dự nhận được ở hạng mục dành cho Sân bay có công suất phục vụ từ 4 – 20 triệu hành khách/năm cùng với các sân bay khác như: Sân bay Adelaide (Úc), Sân bay Chubu Centrair (Nhật Bản) Sân bay Christchurch (Newzeland), Sân bay Perth (Úc).
- Top 2 Nhà ga quốc tế được sự hài lòng của khách hàng

Ngày 11/3/2019, Cục Hàng không cũng công bố khảo sát từ 25.000 phiếu với 25 tiêu chí để đánh giá về sự hài lòng của hành khách tại 6 cảng hàng không là Nội Bài, Tân Sơn Nhất, Đà Nẵng, Cam Ranh, Phú Quốc và Cát Bi.
Nhà ga quốc tế Cam Ranh theo chuẩn 4 sao, được bình chọn thứ 2 top nhà ga được hành khách hài lòng nhất.

## Hình ảnh
- Hình ảnh sân bay Cam Ranh

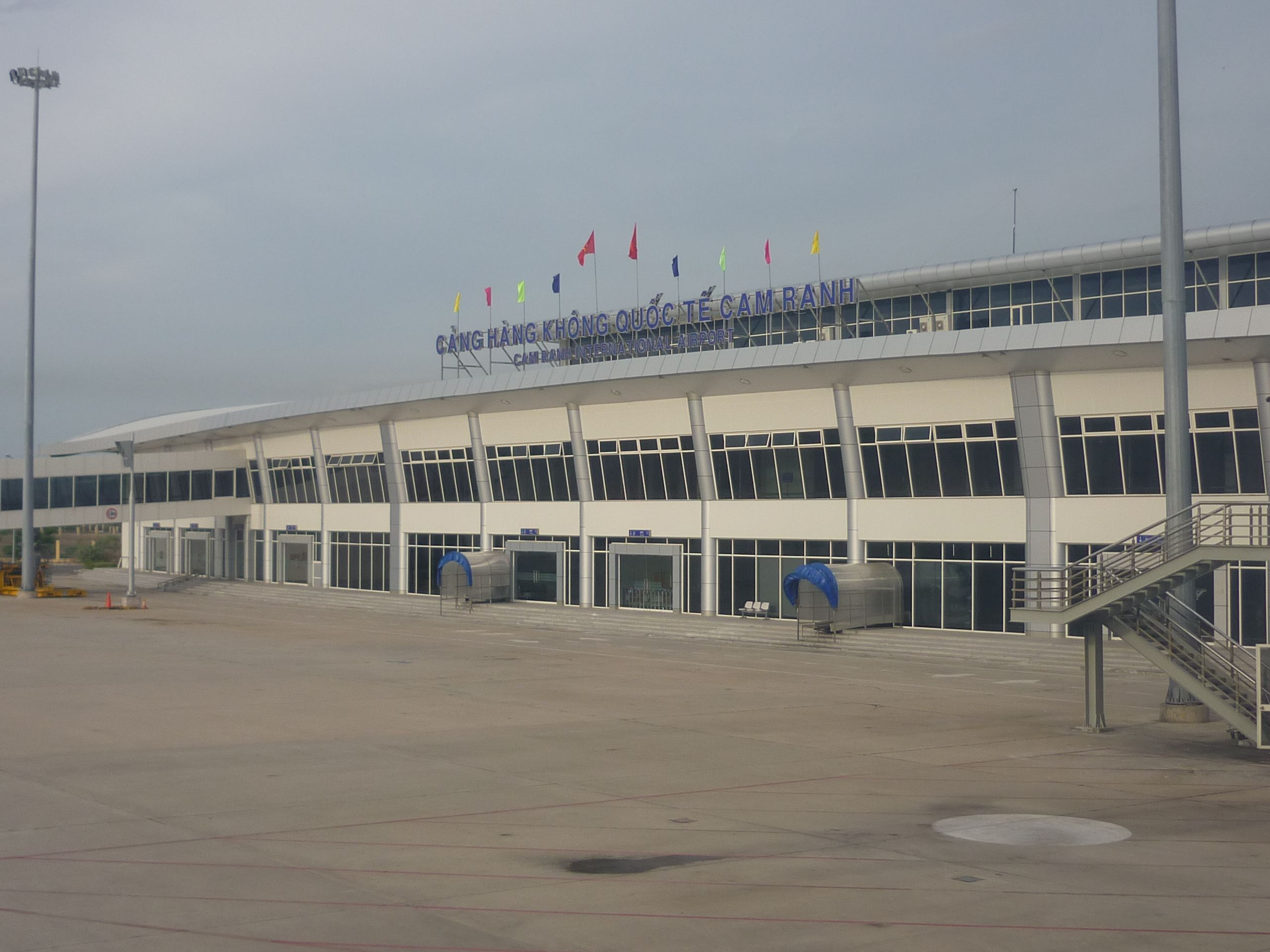
Cổng ra máy bay
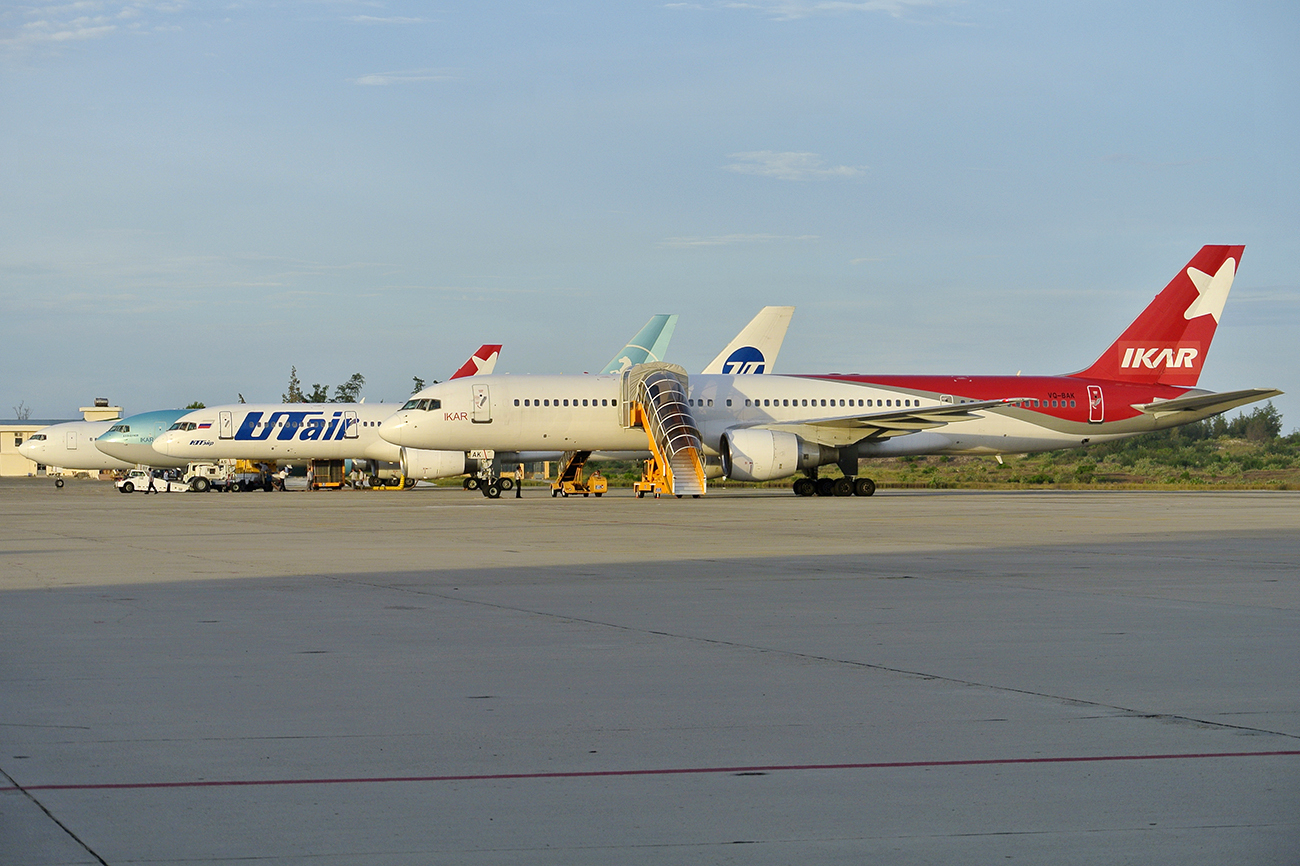
Máy bay Nga tại sân bay
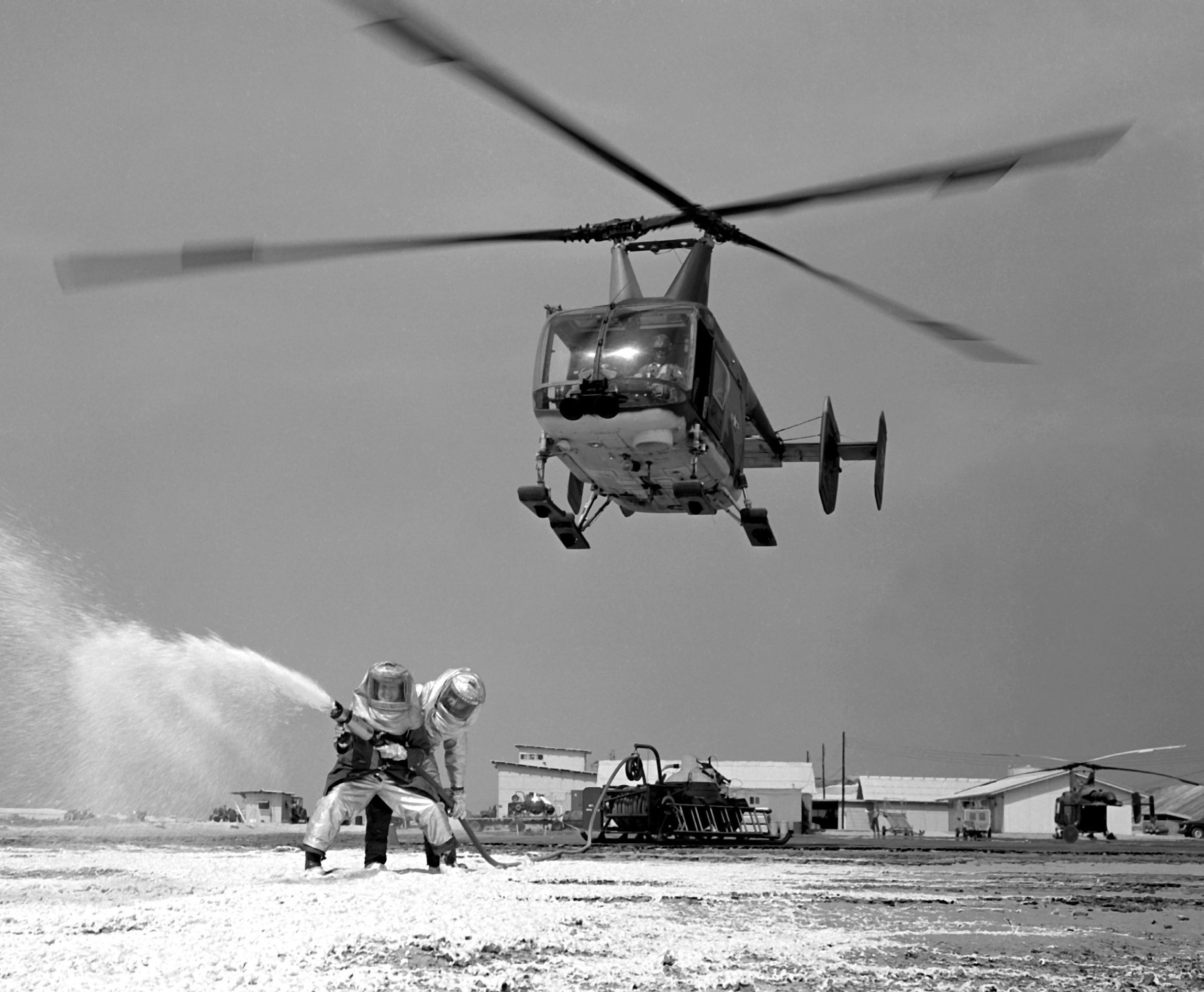
Trực thăng HH-43B Huskie chuẩn bị hạ cánh

- Hình ảnh nhà ga T1 (quốc nội) và T2 (quốc tế)

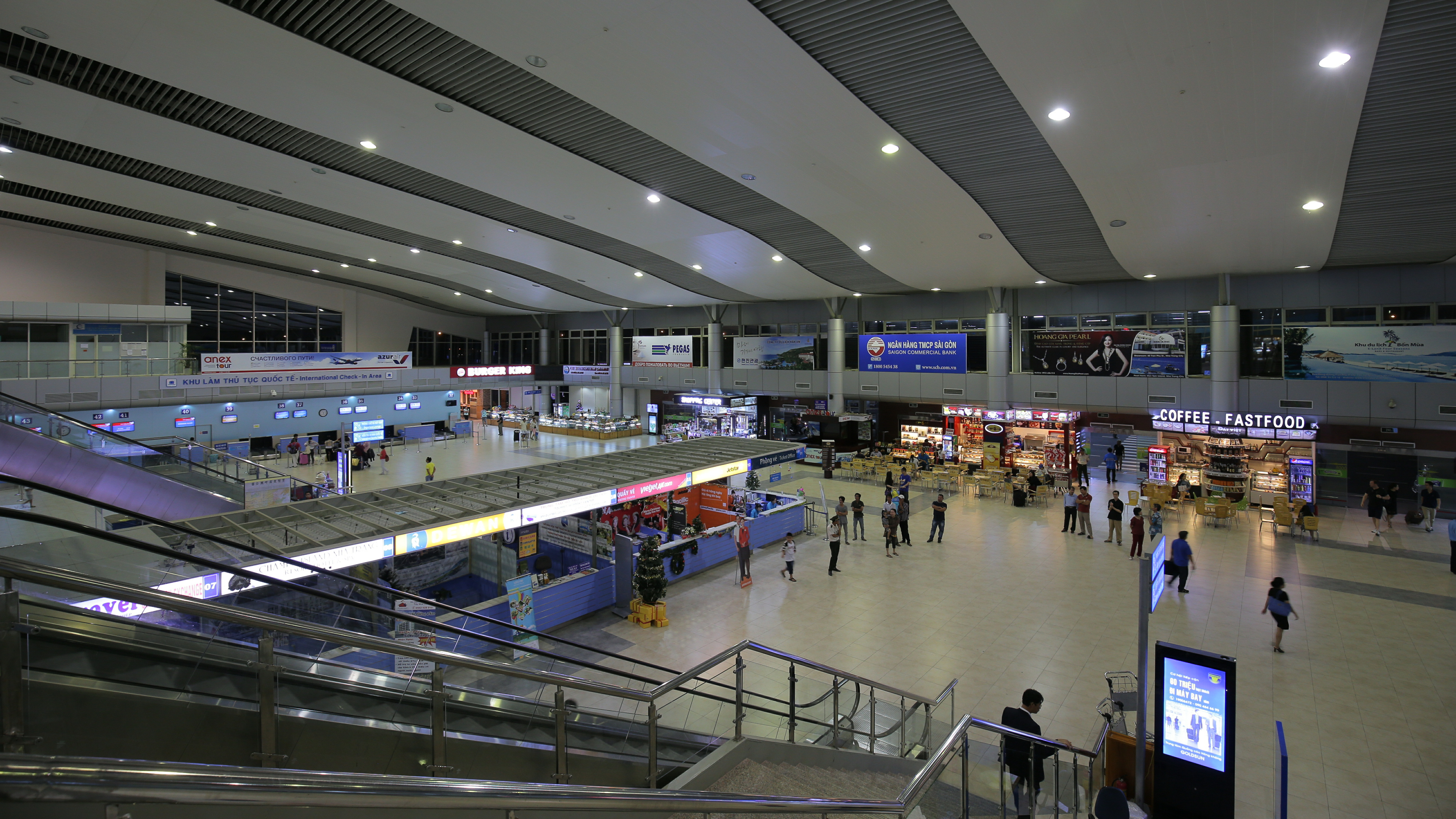
Bên trong nhà ga T1
Băng chuyền hành lý T2
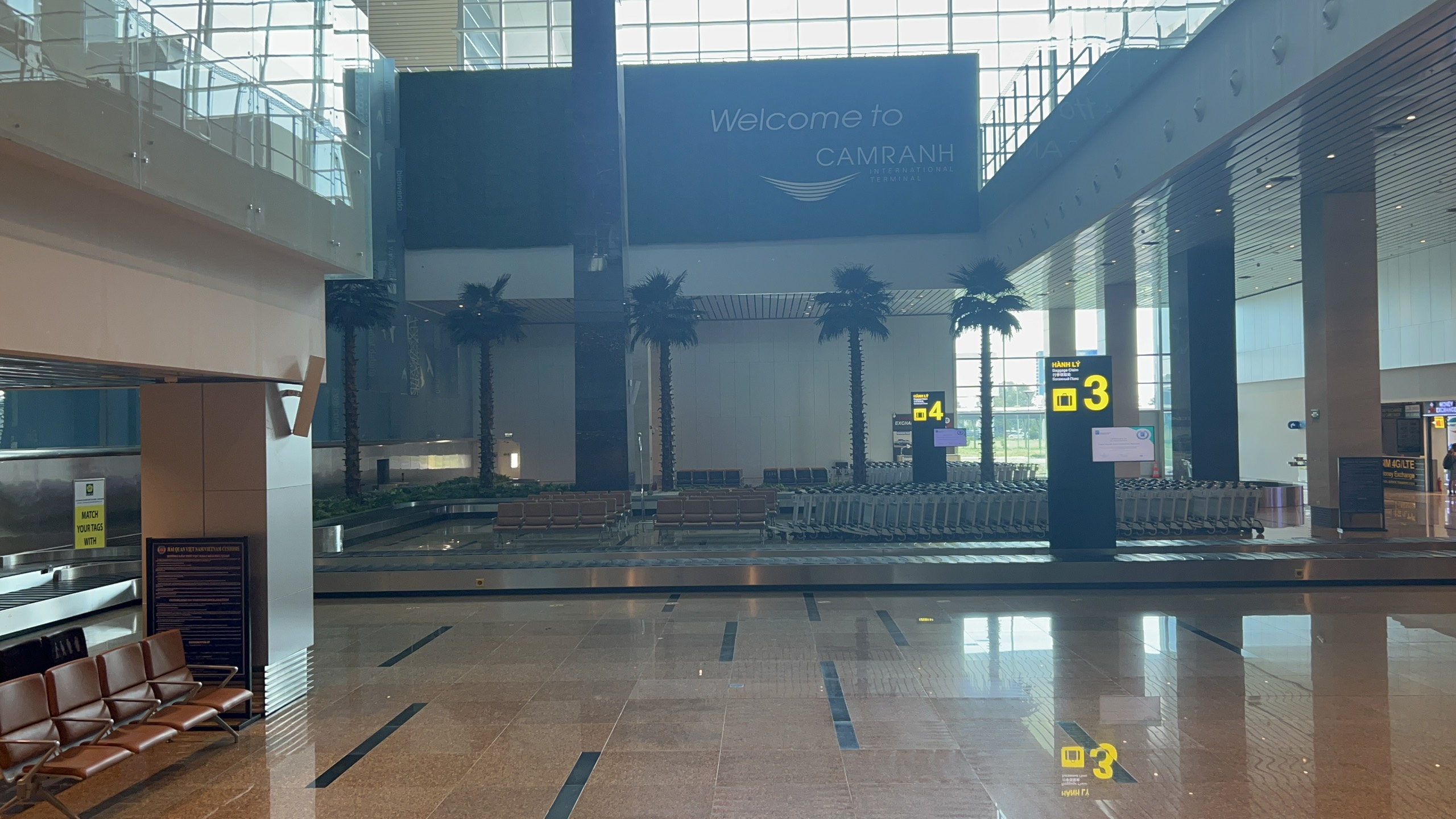
Băng chuyền số 3, 4 mới lắp đặt 2020
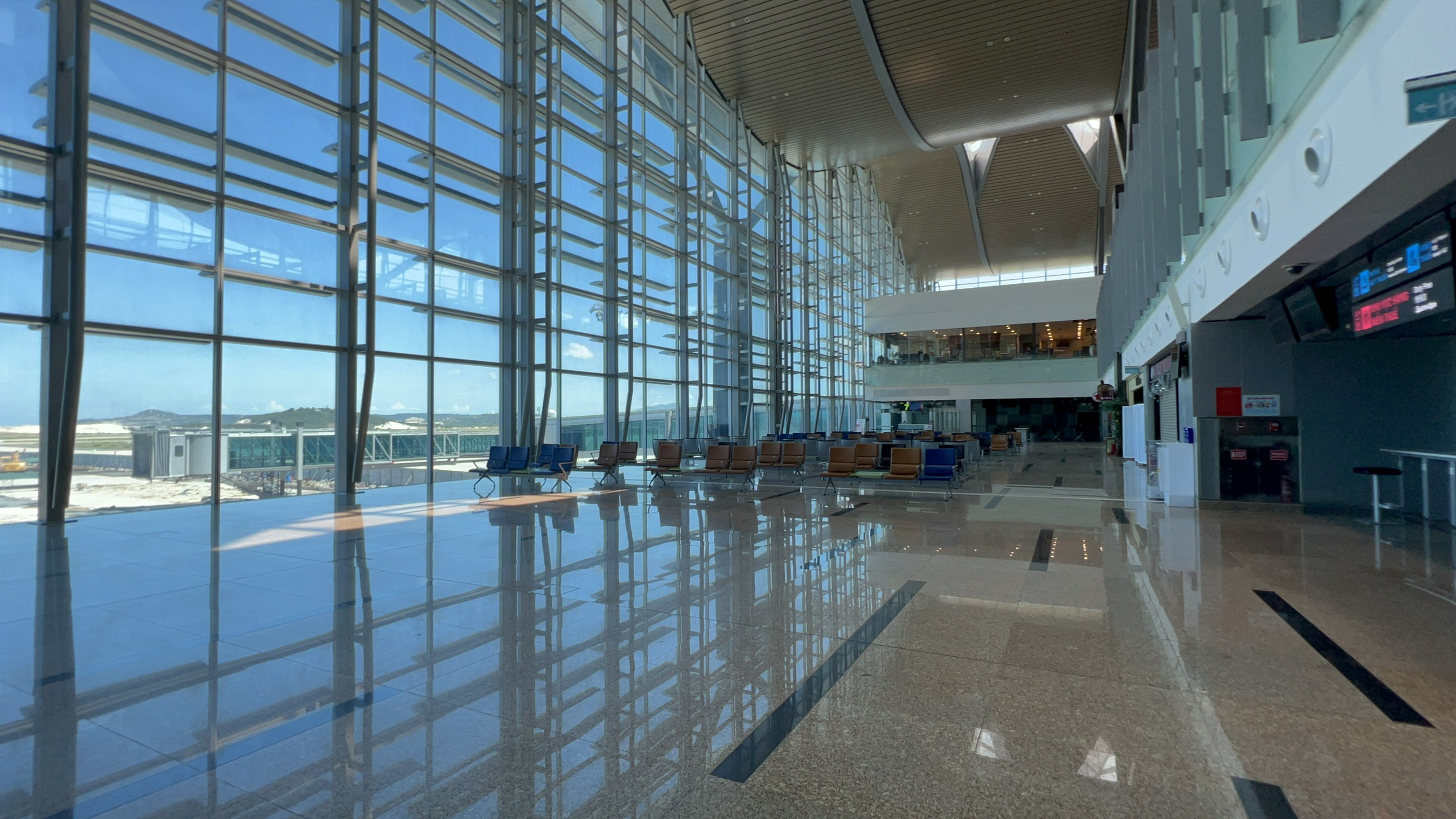
Cổng đợi ra cửa tàu bay T2